# Carmópolis
Carmópolis este un oraș în Sergipe (SE), Brazilia.